# Mitromorpha volva
Mitromorpha volva is een slakkensoort uit de familie van de Mitromorphidae. De wetenschappelijke naam van de soort werd in 1892 voor het eerst geldig gepubliceerd door G.B. Sowerby III.